# Dinitrophénol (maladie professionnelle)
Les intoxications aux dérivés nitrés du phénol sont reconnues comme maladie professionnelle en France sous certaines conditions. Sont concernés le dinitrophénol et le pentachlorophénol notamment.
Cet article relève du domaine de la législation sur la protection sociale et a un caractère davantage  juridique que médical.

## Législation en France

### Régime général
| Fiche Maladie professionnelle | Fiche Maladie professionnelle | Fiche Maladie professionnelle |
| Ce tableau définit les critères à prendre en compte pour qu'une intoxication par les dérivés nitrés du phénol soit prise en charge au titre de la maladie professionnelle                                                                                              | Ce tableau définit les critères à prendre en compte pour qu'une intoxication par les dérivés nitrés du phénol soit prise en charge au titre de la maladie professionnelle                                                                                              | Ce tableau définit les critères à prendre en compte pour qu'une intoxication par les dérivés nitrés du phénol soit prise en charge au titre de la maladie professionnelle |
| Régime Général. Date de création : 14 décembre 1938 | Régime Général. Date de création : 14 décembre 1938 | Régime Général. Date de création : 14 décembre 1938 |
| Tableau N° 14 RG | Tableau N° 14 RG | Tableau N° 14 RG |
| Affections provoquées par les dérivés nitrés du phénol (dinitrophénol,dinitro-orthocrésol, dinosèbe, leurs homologues et leurs sels), par le pentachlorophénol, ses homologues et ses sels et par les dérivés halogénés de l'hydroxybenzonitrile (bromoxynil, ioxynil) | Affections provoquées par les dérivés nitrés du phénol (dinitrophénol,dinitro-orthocrésol, dinosèbe, leurs homologues et leurs sels), par le pentachlorophénol, ses homologues et ses sels et par les dérivés halogénés de l'hydroxybenzonitrile (bromoxynil, ioxynil) | Affections provoquées par les dérivés nitrés du phénol (dinitrophénol,dinitro-orthocrésol, dinosèbe, leurs homologues et leurs sels), par le pentachlorophénol, ses homologues et ses sels et par les dérivés halogénés de l'hydroxybenzonitrile (bromoxynil, ioxynil)                                                                         |
| --- | --- | --- |
| Désignation des Maladies | Délai de prise en charge | Liste indicative des principaux travaux susceptibles de provoquer ces maladies |
| - A - Intoxication suraiguë avec hyperthermie, œdème pulmonaire, éventuellement atteinte hépatique, rénale et myocardique. | 3 jours | Préparation, emploi, manipulation des dérivés nitrés du phénol (dinitrophénol, dinitro-orthocrésol, dinoseb, leurs homologues et leurs sels), notamment: |
| - B - Intoxication aiguë ou subaiguë avec asthénie, amaigrissement rapide, hypersudation suivie d'hyperthermie avec gêne respiratoire. | 7 jours | - fabrication des produits précités; - fabrication de matières colorantes au moyen des produits précités; - préparation et manipulation d'explosifs renfermant l'un ou l'autre des produits précités; - travaux de désherbage utilisant les produits précités; - travaux antiparasitaires entraînant la manipulation de ces produits précités. |
| - C - Manifestations digestives (douleurs abdominales, vomissements, diarrhées) associées à la présence du toxique ou de ses métabolites dans le sang ou les urines.                                                                                                   | 7 jours | Préparation, emploi, manipulation des dérivés halogénés de l'hydroxybenzonitrile, notamment : |
| - D - Irritation des voies aériennes supérieures et conjonctivites. | 7 jours | - fabrication des produits précités; - fabrication et conditionnement des pesticides en contenant. |
| - E - Dermites irritatives. | 7 jours | Préparation, manipulation, emploi du pentachlorophénol,ses homologues et ses sels ainsi que des produits en renfermant, notamment au cours des travaux ci-après : |
| - F - Syndrome biologique caractérisé par : | | |
| - Neutropénie franche (moins de 100 polynucléaires neutrophiles par millimètre cube) liée à des préparations associant du pentachlorophénol, ses homologues ou ses sels, à du lindane.                                                                                 | 90 jours | - trempage du bois; - empilage du bois fraîchement trempé; - pulvérisation du produit; - préparation des peintures en contenant; - lutte contre les xylophages; - traitement des charpentes en place par des préparations associant du pentachlorophénol, ses homologues et ses sels à du lindane.                                             |
| Date de mise à jour : 28 juillet 1987 | | |

### Régime agricole
| Fiche Maladie professionnelle | Fiche Maladie professionnelle | Fiche Maladie professionnelle |
| Ce tableau définit les critères à prendre en compte pour qu'une intoxication par les dérivés nitrés du phénol soit prise en charge au titre de la maladie professionnelle                                                                                              | Ce tableau définit les critères à prendre en compte pour qu'une intoxication par les dérivés nitrés du phénol soit prise en charge au titre de la maladie professionnelle                                                                                              | Ce tableau définit les critères à prendre en compte pour qu'une intoxication par les dérivés nitrés du phénol soit prise en charge au titre de la maladie professionnelle                                                                                              |
| Régime Agricole.Date de création : 18 juillet 1936 | Régime Agricole.Date de création : 18 juillet 1936 | Régime Agricole.Date de création : 18 juillet 1936 |
| Tableau N° 13 RA | Tableau N° 13 RA | Tableau N° 13 RA |
| Affections provoquées par les dérivés nitrés du phénol (dinitrophénol,dinitro-orthocrésol, dinosèbe, leurs homologues et leurs sels), par le pentachlorophénol, ses homologues et ses sels et par les dérivés halogénés de l'hydroxybenzonitrile (bromoxynil, ioxynil) | Affections provoquées par les dérivés nitrés du phénol (dinitrophénol,dinitro-orthocrésol, dinosèbe, leurs homologues et leurs sels), par le pentachlorophénol, ses homologues et ses sels et par les dérivés halogénés de l'hydroxybenzonitrile (bromoxynil, ioxynil) | Affections provoquées par les dérivés nitrés du phénol (dinitrophénol,dinitro-orthocrésol, dinosèbe, leurs homologues et leurs sels), par le pentachlorophénol, ses homologues et ses sels et par les dérivés halogénés de l'hydroxybenzonitrile (bromoxynil, ioxynil) |
| --- | --- | --- |
| Désignation des Maladies | Délai de prise en charge | Liste indicative des principaux travaux susceptibles de provoquer ces maladies |
| - A - Effets irritatifs : - dermites irritatives ; - irritation des voies aériennes supérieures et conjonctives. | 7 jours | Tous travaux comportant la manipulation et l'emploi de ces substances, notamment : |
| - B - Intoxication suraiguë avec hyperthermie: - œdème pulmonaire, - éventuellement atteinte hépatique, rénale et myocardique. | 3 jours | - travaux de désherbage ; - traitements antiparasitaires des cultures et des productions végétales ; |
| - C - Intoxication aiguë ou subaiguë avec asthénie, amaigrissement rapide, hypersudation suivie d'hyperthermie avec gêne respiratoire. | 7 jours | - lutte contre les xylophages (pentachlorophénol, pentachlorophénates et les préparations en contenant) : pulvérisation du produit, trempage du bois, empilage ou sciage des bois imprégnés, traitement des charpentes en place.                                       |
| - D - Manifestations digestives (douleurs abdominales, vomissements, diarrhées) associées à la présence du toxique ou de ses métabolites dans le sang ou les urines.                                                                                                   | 7 jours | |
| Date de mise à jour : | | |

| Fiche Maladie professionnelle | Fiche Maladie professionnelle | Fiche Maladie professionnelle |
| Ce tableau définit les critères à prendre en compte pour qu'une intoxication par le pentachlorophénol associé au lindane soit prise en charge au titre de la maladie professionnelle | Ce tableau définit les critères à prendre en compte pour qu'une intoxication par le pentachlorophénol associé au lindane soit prise en charge au titre de la maladie professionnelle | Ce tableau définit les critères à prendre en compte pour qu'une intoxication par le pentachlorophénol associé au lindane soit prise en charge au titre de la maladie professionnelle |
| Régime Agricole. Date de création : 18 juillet 1936 | Régime Agricole. Date de création : 18 juillet 1936 | Régime Agricole. Date de création : 18 juillet 1936 |
| Tableau N° 13 bis RA | Tableau N° 13 bis RA | Tableau N° 13 bis RA |
| AFFECTIONS PROVOQUEES PAR DES PREPARATIONS ASSOCIANT PENTACHLOROPHENOL (OU PENTACHLOROPHENATES) AVEC DU LINDANE                                                                      | AFFECTIONS PROVOQUEES PAR DES PREPARATIONS ASSOCIANT PENTACHLOROPHENOL (OU PENTACHLOROPHENATES) AVEC DU LINDANE                                                                      | AFFECTIONS PROVOQUEES PAR DES PREPARATIONS ASSOCIANT PENTACHLOROPHENOL (OU PENTACHLOROPHENATES) AVEC DU LINDANE                                                                      |
| --- | --- | --- |
| Désignation des Maladies | Délai de prise en charge | Liste indicative des principaux travaux susceptibles de provoquer ces maladies |
| Syndrome biologique caractérisé par : - neutropénie franche (moins de 1000 Polynucléaire neutrophilepolynucléaires neutrophiles par millimètre cube.                                 | 90 jours | Tous traitements des bois coupés, charpentes et pièces de menuiserie en place. |
| Date de mise à jour : | | |

## Dinitrophénol

Molécule de Dinitrophénol

C6H4N2O5, est un poison du métabolisme cellulaire. Il découple la phosphorylation oxydative en transportant les protons à travers la membrane mitochondriale, ce qui conduit à une augmentation rapide de la consommation d’énergie sans formation d’ATP.

### Usages industriels
Le Dinitrophénol est utilisé commercialement principalement dans la recherche scientifique et l'industrie manufacturière. Il a été utilisé à une époque pour fabriquer des colorants, d'autres produits utilisés en chimie organique et des produits de traitement des bois. Il a également été utilisé pour fabriquer des produits pour développer les photographies, des explosifs et des pesticides.

### Action pharmacologique
Dans les cellules vivantes, le dinitrophénol agit comme un transporteur de protons (ionophores), un agent qui peut transporter les protons (ions hydrogène) à travers les membranes biologiques. Il contrarie le gradient des protons dans les mitochondries et les membranes des chloroplastes  et provoque l'effondrement du gradient électrochimique que la cellule utilise pour produire l’énergie chimique de la plupart des molécules d’ATP. Au lieu de produire de l'ATP, l'énergie du gradient de protons est perdue en chaleur. Les cellules compensent la baisse du rendement de l'ATP en oxydant davantage les réserves stockées sous forme de glucides et de graisses.

### Utilisation comme traitement amaigrissant
Le Dinitrophénom a été largement utilisée dans Les années 1930 dans les pilules amaigrissantes après que Cutting et Tainter de l'Université de Stanford aient réalisés leur première étude rapport sur la capacité des drogues d'accroître considérablement leur activité métabolique. Le Dinitrophénol agit comme transporteur de protons dans la membrane mitochondriale, en inhibant la phosphorylation oxydative de l'ATP et en rendant la production d'énergie moins efficace. En effet, une partie de l'énergie qui est normalement produite à partir de la respiration cellulaire est gaspillée en chaleur. Ce manque d'efficacité est proportionnel à la dose de Dinitrophénol qui est absorbée. Ainsi, lorsque la dose augmente, la production d'énergie devient moins efficace, le métabolisme est activé (davantage de matières grasses sont brûlées), afin de compenser l'inefficacité et répondre à la demande énergétique. Fait intéressant, le facteur qui limite le plus l’augmentation des doses de Dinitrophénol n'est pas le manque de production d'énergie par l'ATP, mais plutôt une hausse excessive de la température corporelle due à la chaleur produite. En conséquence, une surdose de Dinitrophénol va provoquer une fièvre fatale. Les effets secondaires dangereux et notamment les cataractes qui se sont développées ont abouti rapidement à l’interdiction du Dinitrophénol aux États-Unis dans le courant de l’année 1938. Le Dinitrophénol continue cependant à être utilisé par certains culturistes et athlètes pour perdre rapidement de la graisse corporelle. Les surdoses fatales sont rares, mais elles sont toujours signalées occasionnellement,. En 2007, une allemande est décédée après avoir ingéré du DNP.
Alors que le Dinitrophénol est considéré par beaucoup comme trop dangereux pour un usage humain, son mécanisme d'action reste l'objet d’étude comme approche d’un traitement potentiel de l'obésité. Actuellement, la recherche est axée sur les protéine inhibitricess présentes naturellement chez l'homme.

### Phrases de risqueetconseils de prudenceselon l'INRS

T-Toxique

N-Dangereux pour l'environnement

T+-Très toxique

N-Dangereux pour l'environnement

| Exposé des risques et mesures de sécurité | Exposé des risques et mesures de sécurité                                                                                    |
| ----------------------------------------- | --- |
| R: 23/24/25                               | Toxique par inhalation, par contact avec la peau et par ingestion. .                                                         |
| R: 33                                     | Danger d’effets cumulatifs.                                                                                                  |
| R: 50/53                                  | Très toxique pour les organismes aquatiques, peut entraîner des effets néfastes à long terme pour l'environnement aquatique. |
| S: 28                                     | Après contact avec la peau, se laver immédiatement et abondamment avec… (produits appropriés à indiquer par le fabricant).   |
| S: 37                                     | Porter des gants appropriés.                                                                                                 |
| S: 45                                     | En cas d’accident ou de malaise consulter immédiatement un médecin et lui montrer l’emballage ou l’étiquette..               |
| S: 60                                     | Éliminer le produit et son récipient comme un déchet dangereux..                                                             |
| S: 61                                     | Éviter le rejet dans l’environnement. Consulter les instructions spéciales/la fiche de données de sécurité.                  |
| 275-732-9                                 | Etiquetage CE. |

## Pentachlorophénol

### Utilisation

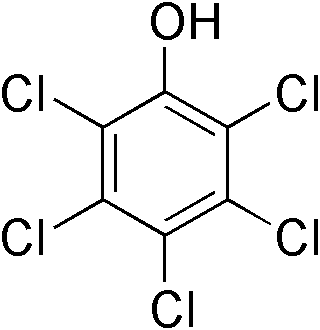
Molécule de pentachlorophénol

Il s'agit d'un fongicide qui a prouvé son efficacité pour le traitement du bois et le blanchiment de la pâte à papier(il atténue le noircissement provoqué par les champignons).
En raison de la nocivité du produit pour l'homme et l'environnement, les usages de ces composés sont sévèrement réglementés. En France le décret du 7 juillet 1994 interdit la mise sur le marché de produit en contenant plus de 0,1 %, toutefois des dérogations pour notamment:
- Pour la préservation des bois destinés à certains usages (sont exclus les bois servant à la fabrication de meubles ou d'emballages alimentaires)
- Pour l'imprégnation de fibres et textiles non destinées à l'habillement ou l'ameublement.
- Comme agent de synthèse ou de transformation dans des procédés industriels.
- Pour le traitement in situ des bâtiments d'intérêt historique et culturel (autorisé au cas par cas).

### Toxicocinétique
La pénétration dans l'organisme est à la fois respiratoire et cutanée (la voie cutanée serait prédominante)
La VME a été fixée à 0,5 mg/m3

### Toxicité pour l'homme
Les aérosols sont irritants pour les yeux, le nez et les voies aériennes supérieures.
Les solutions ont une action irritantes sur la peau, elles peuvent provoquer des brûlures allant jusqu'à des phlyctènes.
Des cas d'intoxication graves pouvant aller jusqu'à une issue mortelle ont été observés.
- Apparition de céphalées, sueurs, hyperthermie, tachycardie, dyspnée.
- Signes d'irritation des muqueuse, atteinte hépatique et rénale.
- Dans les cas sévères coma hyperthermique et convulsif avec cytolyse hépatique.

### Phrases de risqueetconseils de prudenceselon l'INRS
| Exposé des risques et mesures de sécurité | Exposé des risques et mesures de sécurité                                                                                    |
| ----------------------------------------- | --- |
| R 24/25                                   | Toxique par contact avec la peau et par ingestion.                                                                           |
| R 26                                      | Très toxique par inhalation.                                                                                                 |
| R 36/37/38                                | Irritant pour les yeux, les voies respiratoires et la peau.                                                                  |
| R 40                                      | Possibilité d'effets irréversibles.                                                                                          |
| R 50/53                                   | Très toxique pour les organismes aquatiques, peut entraîner des effets néfastes à long terme pour l'environnement aquatique. |
| S 22                                      | Ne pas respirer les poussières.                                                                                              |
| S 36/37                                   | un vêtement de protection et des gants appropriés.                                                                           |
| S: 45                                     | En cas d'accident ou de malaise consulter immédiatement un médecin (si possible lui montrer l'étiquette).                    |
| S 52                                      | Ne pas utiliser sur de grandes surfaces dans les locaux habités.                                                             |
| S 60                                      | Éliminer le produit et son récipient comme un déchet dangereux.                                                              |
| S 61                                      | Éviter le rejet dans l’environnement. Consulter les instructions spéciales/la fiche de données de sécurité.                  |
| 201-778-6                                 | Etiquetage CE. |

## Sources spécifiques
- (fr) Tableau N° 14 des maladies professionnelles du régime Général
- (fr) Tableau N° 13 des maladies professionnelles du régime Agricole
- (fr) Tableau N° 13 Bis des maladies professionnelles du régime Agricole

## Sources générales
- (fr) Tableaux du régime Général sur le site de l’AIMT
- (fr) Guide des maladies professionnelles sur le site de l’INRS